# Danil Glebov
Danil Aleksandrovič Glebov (in russo Данил Александрович Глебов?; Tomsk, 3 novembre 1999) è un calciatore russo, centrocampista della Dinamo Mosca e della nazionale russa.

## Caratteristiche tecniche
È un esterno sinistro.

## Carriera

### Club
Cresciuto nel settore giovanile dell'Anži, ha esordito in prima squadra il 20 maggio 2018 in occasione del match valevole per i play-out di Prem'er-Liga vinto 4-3 contro l'Enisej.

### Nazionale
Il 6 ottobre 2021 riceve la prima convocazione in nazionale maggiore. Esordisce l'11 novembre seguente in occasione del successo per 6-0 contro Cipro.

## Statistiche

### Presenze e reti nei club
Statistiche aggiornate il 26 marzo 2025
| Stagione        | Squadra         | Campionato      | Campionato | Campionato | Coppe nazionali | Coppe nazionali | Coppe nazionali | Coppe continentali | Coppe continentali | Coppe continentali | Altre coppe | Altre coppe | Altre coppe | Totale | Totale |
| Stagione        | Squadra         | Comp            | Pres       | Reti       | Comp            | Pres            | Reti            | Comp               | Pres               | Reti               | Comp        | Pres        | Reti        | Pres   | Reti   |
| --------------- | --------------- | --------------- | ---------- | ---------- | --------------- | --------------- | --------------- | ------------------ | ------------------ | ------------------ | ----------- | ----------- | ----------- | ------ | ------ |
| 2017-2018       | Anži-2          | VLR             | 4          | 0          |                 | -               | -               |                    | -                  | -                  |             | -           | -           | 4      | 0      |
| 2017-2018       | Anži Machačkala | PL              | 8+1        | 0+0        | KR              | 2               | 0               |                    | -                  | -                  |             | -           | -           | 11     | 0      |
| 2018-2019       | Rostov          | PL              | 8          | 0          | KR              | 3               | 0               |                    | -                  | -                  |             | -           | -           | 11     | 0      |
| 2019-2020       | Rostov          | PL              | 19         | 0          | KR              | 2               | 0               |                    | -                  | -                  |             | -           | -           | 21     | 0      |
| 2020-2021       | Rostov          | PL              | 26         | 1          | KR              | 1               | 0               | UEL                | 1                  | 0                  |             | -           | -           | 27     | 1      |
| 2021-2022       | Rostov          | PL              | 30         | 4          | KR              | 1               | 0               |                    | -                  | -                  |             | -           | -           | 31     | 4      |
| 2022-2023       | Rostov          | PL              | 28         | 4          |                 | -               | -               |                    | -                  | -                  |             | -           | -           | 28     | 4      |
| 2023-2024       | Rostov          | PL              | 30         | 2          | KR              | 1               | 0               |                    | -                  | -                  |             | -           | -           | 31     | 2      |
| 2024-feb. 2025  | Rostov          | PL              | 17         | 1          |                 | -               | -               |                    |                    |                    |             |             |             | 17     | 1      |
| Totale Rostov   | Totale Rostov   | Totale Rostov   | 158        | 12         |                 | 8               | 0               |                    |                    |                    |             |             |             | 166    | 12     |
| feb.-giu. 2025  | Dinamo Mosca    | PL              | 2          | 0          |                 | -               | -               |                    | -                  | -                  |             | -           | -           | 2      | 0      |
| Totale carriera | Totale carriera | Totale carriera | 173        | 12         |                 | 10              | 0               |                    |                    |                    |             |             |             | 183    | 12     |

### Cronologia presenze e reti in nazionale
| Cronologia completa delle presenze e delle reti in nazionale ― Russia | Cronologia completa delle presenze e delle reti in nazionale ― Russia | Cronologia completa delle presenze e delle reti in nazionale ― Russia | Cronologia completa delle presenze e delle reti in nazionale ― Russia | Cronologia completa delle presenze e delle reti in nazionale ― Russia | Cronologia completa delle presenze e delle reti in nazionale ― Russia | Cronologia completa delle presenze e delle reti in nazionale ― Russia | Cronologia completa delle presenze e delle reti in nazionale ― Russia |
| Data                                                                  | Città                                                                 | In casa                                                               | Risultato                                                             | Ospiti                                                                | Competizione                                                          | Reti                                                                  | Note                                                                  |
| --------------------------------------------------------------------- | --------------------------------------------------------------------- | --------------------------------------------------------------------- | --------------------------------------------------------------------- | --------------------------------------------------------------------- | --------------------------------------------------------------------- | --------------------------------------------------------------------- | --------------------------------------------------------------------- |
| 11-11-2021                                                            | San Pietroburgo                                                       | Russia                                                                | 6 – 0                                                                 | Cipro                                                                 | Qual. Mondiali 2022                                                   | -                                                                     | 67’                                                                   |
| 14-11-2021                                                            | Spalato                                                               | Croazia                                                               | 1 – 0                                                                 | Russia                                                                | Qual. Mondiali 2022                                                   | -                                                                     | 80’                                                                   |
| 24-9-2022                                                             | Biškek                                                                | Kirghizistan                                                          | 1 – 2                                                                 | Russia                                                                | Amichevole                                                            | -                                                                     | 46’                                                                   |
| 17-11-2022                                                            | Dušanbe                                                               | Tagikistan                                                            | 0 – 0                                                                 | Russia                                                                | Amichevole                                                            | -                                                                     | cap.                                                                  |
| 23-3-2023                                                             | Tehran                                                                | Iran                                                                  | 1 – 1                                                                 | Russia                                                                | Amichevole                                                            | -                                                                     |                                                                       |
| 26-3-2023                                                             | San Pietroburgo                                                       | Russia                                                                | 2 – 0                                                                 | Iraq                                                                  | Amichevole                                                            | -                                                                     | 90+2’                                                                 |
| 12-9-2023                                                             | Al Wakrah                                                             | Qatar                                                                 | 1 – 1                                                                 | Russia                                                                | Amichevole                                                            | -                                                                     | 75’                                                                   |
| 12-10-2023                                                            | Mosca                                                                 | Russia                                                                | 1 – 0                                                                 | Camerun                                                               | Amichevole                                                            | -                                                                     |                                                                       |
| 16-10-2023                                                            | Aksu                                                                  | Russia                                                                | 2 – 2                                                                 | Kenya                                                                 | Amichevole                                                            | -                                                                     | 67’                                                                   |
| 20-11-2023                                                            | Volgograd                                                             | Russia                                                                | 8 – 0                                                                 | Cuba                                                                  | Amichevole                                                            | -                                                                     | 60’                                                                   |
| 21-3-2024                                                             | Mosca                                                                 | Russia                                                                | 4 – 0                                                                 | Serbia                                                                | Amichevole                                                            | -                                                                     |                                                                       |
| 7-6-2024                                                              | Minsk                                                                 | Bielorussia                                                           | 0 – 4                                                                 | Russia                                                                | Amichevole                                                            | -                                                                     |                                                                       |
| 5-9-2024                                                              | Hanoi                                                                 | Vietnam                                                               | 0 – 3                                                                 | Russia                                                                | Amichevole                                                            | -                                                                     | 63’                                                                   |
| 19-11-2024                                                            | Volgograd                                                             | Russia                                                                | 4 – 0                                                                 | Siria                                                                 | Amichevole                                                            | -                                                                     |                                                                       |
| 6-6-2025                                                              | Mosca                                                                 | Russia                                                                | 1 – 1                                                                 | Nigeria                                                               | Amichevole                                                            | -                                                                     | 84’ 86’                                                               |
| Totale                                                                |                                                                       | Presenze                                                              | 15                                                                    |                                                                       | Reti                                                                  | 0                                                                     |                                                                       |